# アートホテル石垣島
アートホテル石垣島（アートホテルいしがきじま）は、沖縄県石垣市にあるホテルである。

## 概要
石垣島南部の高台に位置しており、海には近接していないものの、海側の客室からは八重山諸島の島々や海を眺望できる。石垣市中心部の石垣港離島ターミナル 、石垣バスターミナル、ユーグレナモール等には車で5-10分の距離にある。

## 沿革
1984年（昭和59年）2月に南西グランドホテル石垣として開業。1989年（平成元年）4月にホテル日航八重山に名称を変更した。
2007年（平成19年）には、米国の投資ファンドローンスターの系列会社が株式の大半を取得して経営が移譲され、2015年（平成27年）12月11日にはオリックスの系列会社に全株式が譲渡された。
経営母体が変わった後も、運営はオークラ ニッコー ホテルマネジメントが続けてきたが、2016年（平成28年）9月からはマイステイズ・ホテル・マネジメント（2025年6月まで）→アイコニア・ホスピタリティ（2025年7月から）が管理・運営を行っている。
2017年（平成29年）4月1日には、マイステイズ・ホテルチェーンのフルサービス型ホテル・ブランドであるアートホテル石垣島にリブランドした。
この間、2012年7月15日には1Fロビー内に石垣コミュニティーエフエム（FMいしがきサンサンラジオ）のスタジオが移転・開局しており、これに伴ってロビー回りをリニューアルしている（2018年に同スタジオはANAインターコンチネンタル石垣リゾートに移転した）。